# Пакетт, Рэй
Рэ́ймонд Ле́сли Па́кетт (англ. Raymond Leslie Puckett; род. 17 декабря 1935, Гиллингем, Дорсет) — новозеландский легкоатлет, специалист по бегу на длинные дистанции и марафону. Выступал на крупных международных соревнованиях в период 1958—1965 годов, пятикратный чемпион Новой Зеландии по марафону, участник двух летних Олимпийских игр. Также известен как игрок в крокет.

## Биография
Рэй Пакетт родился 17 декабря 1935 года в городе Гиллингем графства Дорсет (Англия). Его мать была новозеландкой, а отец — английским военнослужащим, лейтенантом Королевского военно-морского флота Великобритании. В возрасте одного года был перевезён на постоянное жительство в Новую Зеландию. Оба его родителя умерли в 1952 году.

### Спортсмен
Серьёзно заниматься бегом начал в возрасте восемнадцати лет, проходил подготовку под руководством известного новозеландского тренера Артура Лидьярда, который сразу же разглядел в нём талант бегуна-марафонца.
Впервые заявил о себе в сезоне 1958 года, когда одержал победу в марафоне на чемпионате Новой Зеландии. Попав в основной состав новозеландской национальной сборной, побывал на Играх Британской империи и Содружества наций в Кардиффе, где финишировал двенадцатым в беге на 6 миль и четырнадцатым в марафоне. В последующие два года также становился чемпионом Новой Зеландии по марафонскому бегу. Стал первым новозеландцем, сумевшим выбежать марафон из двух часов тридцати минут.
Благодаря череде удачных выступлений удостоился права защищать честь страны на летних Олимпийских играх 1960 года в Риме — в итоге пробежал здесь марафон за 2:37.36, заняв 51 место.
После римской Олимпиады Пакетт остался в составе легкоатлетической команды Новой Зеландии и продолжил принимать участие в крупнейших международных стартах. Так, 1964 году он вновь стал лучшим марафонцем своей страны, установив личный рекорд 2:17.38, и отправился на Олимпийские игры в Токио, где с результатом 2:27.34 занял 27 место.
В 1965 году в пятый раз одержал победу на первенстве Новой Зеландии, и эта победа оказалась последней для него в большом спорте.
Впоследствии Рэй Пакетт ещё в течение многих лет продолжал заниматься бегом, регулярно участвовал в любительских и ветеранских соревнованиях. В 1997 году из-за полученной травмы вынужден был отказаться от беговых тренировок, хотя в 2000 году нёс факел на эстафете олимпийского огня.
В поздние годы стал достаточно успешным игроком в крокет, выиграл в этом виде спорта несколько крупных турниров в Новой Зеландии, в частности одержал победу на чемпионате страны 1998 года.

## Результаты

### Соревнования
| Год  | Город           | Дата     | Результат | Место |
| ---- | --------------- | -------- | --------- | ----- |
| 1958 | Лоуэр-Хатт      | 8 марта  | 2:37.28   | I     |
| 1959 | Палмерстон-Норт | 7 марта  | 2:27.28,2 | I     |
| 1960 | Данидин         | 8 марта  | 2:23.12,6 | I     |
| 1964 | Лоуэр-Хатт      | 7 марта  | 2:17.38,6 | I     |
| 1965 | Данидин         | 13 марта | 2:24.26,8 | I     |
| 1966 | Гамильтон       | 12 марта | 2:24.23   | 6     |